# Gerolamo Genga
Gerolamo Genga (Urbino, 1476 – La Valle, 11 luglio 1551) è stato un pittore, architetto e scultore italiano.
Originario del Ducato di Urbino, territorio ricompreso nella Regione Marche, fu uno dei più importanti architetti della prima metà del XVI secolo ed in genere del periodo manierista, attivo in particolare negli Stati e signorie del centro Italia (Urbino, Roma, Forlì, Perugia ecc.). Padre di Bartolomeo Genga.

## Biografia
La biografia è piuttosto incerta a causa della mancanza di documentazione. La fonte principale è il Vasari, anche se quanto narrato nelle sue Vite è pieno di incertezze ed incongruenze, nonostante l'autore fosse amico di Bartolomeo figlio di Gerolamo.

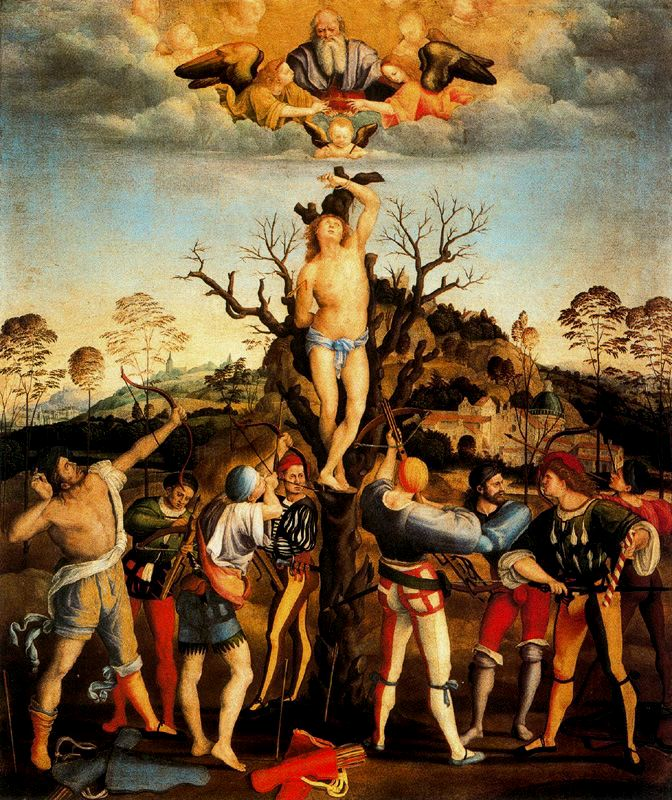
Martirio di san Sebastiano, Uffizi

Era figlio di un mercante originario del castello di Genga, comune di Vallefoglia; una precoce vocazione artistica, lo portò a lasciare l'educazione mercantile voluta dal padre, e a dedicarsi alla pittura..
La sua prima formazione avvenne quasi sicuramente ad Urbino, dove quanto meno ebbe modo di conoscere le opere dei grandi artisti che avevano lasciato testimonianza alla corte dei Montefeltro, dai quali derivò il grande interesse per la prospettiva che sarà uno dei tratti della sua personalità artistica.  Fu poi, negli ultimi anni del secolo, allievo al seguito del pittore Luca Signorelli a Orvieto, Cortona e forse Siena. 
Nei primissimi anni del XVI secolo completò probabilmente la sua formazione a Perugia nella bottega del Perugino, nel periodo in cui vi si trovava il concittadino Raffaello.
Nel 1504, il primo documento scritto relativo alla sua vita, lo vede impegnato ad affreschi oggi perduti in una cappella del Duomo di Urbino. 
La sua prima attività fu quindi come pittore e fu attivo a Urbino (1504-1509), spesso in collaborazione con Timoteo Viti eseguendo opere oggi perdute e progetti per apparati effimeri e forse allestimenti teatrali.
È probabile che intorno al 1507 si sia recato a Firenze in un momento importante nella vita artistica con la presenza in città di Michelangelo e Leonardo.
La summa di queste molteplici esperienze può essere considerato il Martirio di san Sebastiano della Galleria degli Uffizi, la cui datazione è incerta, ma che mostra l'influenza di Signorelli e di Raffaello.
Tra il 1510 ed il 1512 è documentata la sua presenza, forse non continuativa a Siena, dove conobbe il Sodoma (a cui fece da padrino al figlio primogenito) e lasciò alcune opere: una Trasfigurazione di Cristo e alcuni affreschi nel palazzo Petrucci, di cui rimangono frammenti, forse in collaborazione con Signorelli.
In questi anni Genga sembra essere tornato brevemente a Urbino in alcune occasioni. Nel 1513 sembra abbia disegnato l'innovativa scenografia per l'allestimento alla corte di Urbino della commedia Calandria di Bernardo Dovizi da Bibbiena  (e forse per un'altra di Baldassarre Castiglione), basata sull'illusione prospettica, che fu una tappa importante nell'evoluzione della scena teatrale: ad essa infatti si riferisce la prima attestazione (purtroppo non iconografica) dell'uso di una scena prospettica di città - tra l'altro non solo dipinta, ma con elementi in rilievo tridimensionale.
Nel 1513 la sua presenza è documentata a Cesena per l'incarico di un polittico per gli agostiniani, oggi smembrato.
Segue un periodo di continui spostamenti che caratterizzarono questo periodo della sua vita, coincidente con gli anni in cui il duca Francesco Maria Della Rovere era stato costretto all'esilio e quindi a lasciare il Ducato di Urbino.
Genga fu attivo soprattutto in Romagna fino al 1519 e in particolare a Cesena e a Forlì. In questa città potrebbe aver disegnato i progetti per il palazzo del Monte di Pietà, progetti per i quali, però, si fanno anche i nomi di Michelangelo o Bramante.
Del 1518 è un contratto per gli affreschi, oggi perduti, della chiesa di San Francesco Grande, a Forlì, opera per la quale il Genga prende come aiuto, tra altri, il giovane pittore Francesco Menzocchi.
Nel 1519 è documentato a Roma dove Agostino Chigi gli commissionò la pala della Resurrezione per l'oratorio di Santa Caterina dell'arciconfraternita dei Senesi.
A Roma Girolamo iniziò ad occuparsi di architettura in quel fertile ambiente animato da interessi archeologici e classicisti che era la bottega di Raffaello.
Nel 1522 fu chiamato al servizio del duca Francesco Maria I della Rovere e di sua moglie Eleonora Gonzaga che avevano riconquistato il ducato di Urbino, dopo un lungo esilio a Cesena e Mantova. Il nuovo duca stabilì la nuova capitale a Pesaro e incaricò Genga, che forse aveva conosciuto durante il periodo d'esilio a Cesena, della ristrutturazione del palazzo Ducale di Pesaro. 
Genga fu al servizio della corte, dove conobbe Pietro Bembo, per un lungo periodo, trasformandosi gradualmente da pittore in architetto. Gli venne affidato l'ampliamento, in varie riprese, della vecchia Villa Imperiale a Pesaro. Nel 1543 inizia i lavori per la Chiesa di San Giovanni Battista a Pesaro, destinata a mausoleo ducale.
Si recò infine a Mantova per lavorare al Duomo della città, dando un modello, oggi perduto, per la facciata. Ritornato da Mantova si ritirò in una sua casa di campagna in località La Valle nell'attuale comune di Colbordolo. Fu seppellito a Urbino nel Duomo..
Nel campo dell'architettura militare ebbe numerosi discepoli diretti o indiretti, divenuti protagonisti di primo piano nell'affermarsi della "fortificazione alla moderna". Tra questi il figlio Bartolomeo Genga (1518-1558), suo collaboratore nelle opere più tarde, il genero Giovanni Battista Belluzzi di San Marino, architetto militare a servizio del Granducato di Toscana e trattatista, il nipote Giovan Andrea Belluzzi e il pronipote Simone Genga (1530-1596), progettista della cinta muraria di Grosseto e di altre opere.

## Opere

### Villa Imperiale

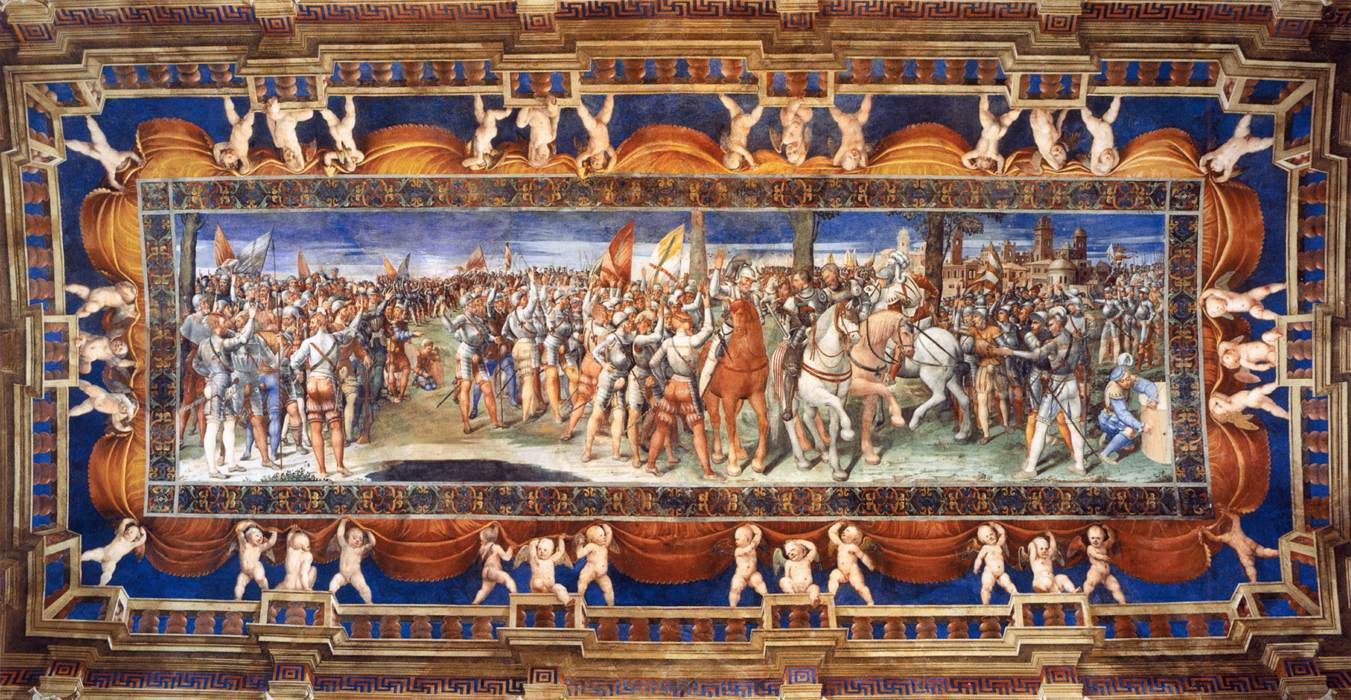
Soffitto della "Sala del Giuramento" nella Villa Imperiale.

Dal 1528 coordina la decorazione di otto stanze, con pareti affrescate con cicli encomiastici sfondati su ariosi paesaggi e cieli dipinti: illusionismo decorativo e costante ricerca di teatralizzazione del dato naturale, dove l'interno e l'esterno affrescati si compenetrano in un sottile ed ironico gioco di piani e prospettive; a questo ciclo partecipano Dosso e Battista Dossi, Raffaellino del Colle, Francesco Menzocchi e Agnolo Bronzino. Successivamente gli viene affidata la realizzazione di un'ala nuova del palazzo per ospitare gli svaghi e i piaceri del duca: si tratta dell'aggiunta di un corpo quadrangolare, con logge ai quattro angoli, gli interni vengono realizzate in forme ovali circolari e poligonali, con i soffitti che vengono ripresi sui pavimenti dal gioco delle maioliche.
Nell'Imperiale Nuova Genga lascia i mattoni a vista, sia per ottenere un'armonica integrazione con la villa preesistente (costruita secondo la tradizione locale), sia per evocare il materiale di tante costruzioni romane antiche. Il progetto rivela la conoscenza delle opere classiche e contemporanee: nell'integrazione di architettura e scenografia naturale del vasto giardino circostante (ampiamente rimaneggiato) si riconoscono echi dal cortile del Belvedere di Bramante e dalla villa Madama di Raffaello, mentre il ricordo delle architetture antiche affiora, per esempio, nell'inserimento degli arconi sulla facciata, come citazione dalla basilica di Massenzio.

### Chiesa di San Giovanni Battista a Pesaro
La Chiesa di San Giovanni Battista, seppure poco conosciuta, è una delle opere di maggior rilievo dell'ultimo periodo di attività. Genga iniziò i lavori nel 1543 progettando una chiesa con un'unica grande navata, con cappelle per ciascun lato, ed un ampio presbiterio ottagonale, combinando una pianta centrale con una a sviluppo longitudinale. I lavori, dopo la morte del Genga, furono continuati per qualche anno dal figlio Bartolomeo, rimanendo a lungo incompleti.
La chiesa, destinata ai francescani, subì poi trasformazioni e ricostruzioni importanti. La facciata rimase, come anche altre parti, incompleta con la muratura in laterizio senza rivestimento, con tre profondi archi ed una finestra a serliana.

### Opere pittoriche
Il grande rilievo storico attribuito alla sua opera di progettista, sia dai suoi contemporanei, come Vasari, sia dalla storiografia attuale, ha lasciato in ombra l'opera pittorica, anche a causa delle difficoltà di attribuzione. Infatti oggi scomparsi alcuni suoi importanti cicli decorativi e poche sono le opere autografe.
Sue opere si trovano nella Pinacoteca di Siena, nella Pinacoteca di Brera, negli Uffizi, nel Museo dell'Opera del Duomo di Siena (una grande Trasfigurazione) e in altri importanti musei.
- Martirio di san Sebastiano, 1500-1510 circa, olio su tavola, 98x83 cm, Firenze, Uffizi
- Disputa dei Dottori della Chiesa, 1516 -1518, concepita per la chiesa di Sant’Agostino a Cesena, Milano, Pinacoteca di Brera[11]
- Ratto di Elena, Museo di Belle Arti di Strasburgo, Enea in fuga da Troia, e Il figlio di Quinto Fabio Massimo riscatta da Annibale i prigionieri romani, Pinacoteca Nazionale (Siena), tre dipinti realizzati per il Palazzo del Magnifico di Siena,  1510 circa.